# Pago Pago Park Soccer Stadium
Pago Pago Park Soccer Stadium – wielofunkcyjny stadion w Pago Pago Park, w Pago Pago, na Samoa Amerykańskim. Stadion może pomieścić 2000 widzów. Jest obecnie używany głównie do meczów piłki nożnej, rugby league i futbolu amerykańskiego.